# Fairview Heights, Illinois
Fairview Heights är en stad (city) i St. Clair County, i delstaten Illinois, USA. Enligt United States Census Bureau har staden en folkmängd på 17 091 invånare (2011) och en landarea på 29,6 km².